# راضیه سعادت منگل
راضیه سعادت منگل (زاده ۱۳۵۲ ولسوالی سیدکرم پکتیا) سیاستمدار افغانستان و نماینده مردم پکتیا در دوره شانزدهم مجلس نمایندگان می‌باشد. ایشان در مجلس شانزدهم نمایندگان افغانستان عضو کمیسیون امور دینی، فرهنگی، معارف و  تحصیلات عالی می‌باشد.

## زندگی‌نامه
راضیه سعادت منگل زاده ۱۳۵۲ از ولسوالی سید کرم ولایت پکتیا می‌باشد. ایشان تحصیلات ابتدایی خود را در لیسه ایمس در اسلام آباد پاکستان به پایان رسانیده است. در سال ۱۳۷۵ توانست از کالج West Valley College مدرک لیسانس خود را در رشته بانکداری و محاسبه کسب کند. پس از آن در امور بانکی و مالی مشغول به فعالیت بوده‌است.

## دیگر فعالیت‌ها
دیگر فعالیت‌های ایشان:
- کارمند حسابداری در بانک آمریکا (۱۹۹۶-۲۰۰۰).
- فعال در بخش حقوق زنان.
- عضو و رئیس اداره انکشاف برای احیای افغانستان.
- بنیانگذار شرکت ساختمانی زنان در سال ۲۰۰۵ و تکمیل ۱۴۰ پروژه ساختمانی در جنوب افغانستان.
- تأسیس یک مکتب در پکتیا.